# Барба, Федерико
Федерико Барба (итал. Federico Barba; 1 сентября 1993, Рим, Италия) — итальянский футболист, защитник клуба «Сьон».

## Клубная карьера
Барба начал карьеру в клубе «Атлетико» из своего родного города. В возрасте пятнадцати лет он перешёл в академию «Ромы». Федерико помог юношеской команды выиграть юношеский чемпионат, а также дважды взять юношеский Кубок Италии. По итогам соревнований он был признан лучшим молодым защитником. Летом 2012 года Барба на правах аренды перешёл в «Гроссето». 20 октября в матче против «Модены» он дебютировал в Серии B. По окончании сезона Гросетто выкупил трансфер Федерико за 200 тыс. евро, а спустя месяц продал 50 % прав «Эмполи» за 250 тыс. евро. 5 октября 2013 года в поединке против «Модены» Барба дебютировал за новую команду. В своём дебютном сезоне он помог клубу выйти в элиту. 20 сентября 2014 года в матче против «Чезены» Федерико дебютировал в итальянской Серии А. 9 ноября в поединке против римского «Лацио» он забил свой первый гол за «Эмполи».
В начале 2016 года Барба на правах аренды с опцией последующего выкупа перешёл в немецкий «Штутгарт». 23 апреля в матче против дортмундской «Боруссии» он дебютировал в Бундеслиге. 2 мая в поединке против бременского «Вердера» Федерико забил гол в свои ворота, а затем отличился в чужие.
Летом 2017 года Барба перешёл в хихонский «Спортинг». Сумма трансфера составила 1 млн евро. В матче против «Алькоркона» он дебютировал в Сегунде. 27 мая 2018 года в поединке против «Гранады» Федерико забил свой первый гол за «Спортинг».

## Международная карьера
В 2015 году в составе молодёжной сборной Италии Барба принял участие в молодёжном чемпионате Европы в Чехии. На турнире он был запасным и на поле так и не вышел.